# Muszhuszu

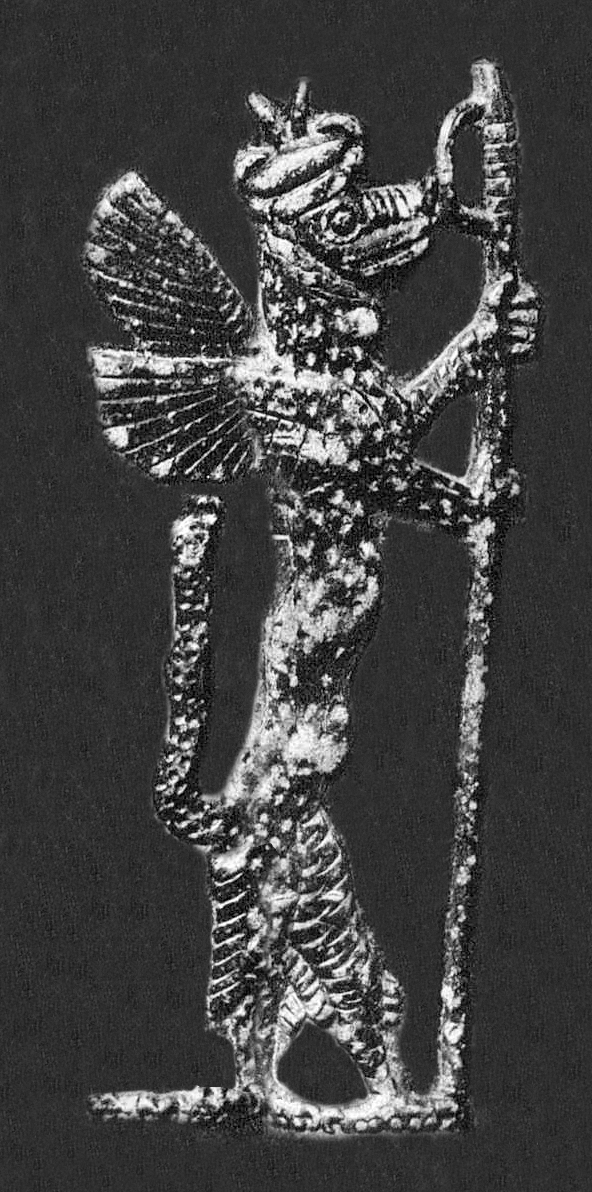
Muszhuszu na Wazie Gudei, ok. 2100 p.n.e.

Muszhuszu (𒈲𒍽, akad. mušḫuššu(m), sum. MUŠ.HUŠ) – mityczny wąż-smok z wierzeń mezopotamskich, święte zwierzę wielu bogów, znany głównie z przedstawień na drodze procesyjnej ku Bramie Isztar w Babilonie. Możliwe, że pierwsze wzmianki o wężu-smoku pochodzą jeszcze z okresu wczesnodynastycznego (ok. 2800–2350 p.n.e.). Muszhuszu po raz ostatni pojawia się w źródłach z okresu hellenistycznego.

## Nazwa
Akadyjska nazwa mušḫuššu wywodzi się od sumeryjskiego MUŠ.HUŠ (MUŠ 'wąż', HUŠ 'rozjuszony'). Tradycyjnie przyjęło się, by tłumaczyć mušḫuššu jako ‘rozjuszony wąż’ (ang. furious snake).
Polifoniczność pisma klinowego spowodowała, że nazwę czytano również jako sirrušu, jednak obecnie odchodzi się od tej interpretacji. Inna propozycja tłumaczenia, ‘czerwony wąż’, wiązała się z możliwością odczytania drugiego członu jako RUŠ, co w języku sumeryjskim oznaczało ‘czerwony’. Sam znak HUŠ można tłumaczyć zarówno jako ‘rozjuszony’ lub ‘czerwonawy’.

## Wyobrażenie wyglądu:
Wygląd potwora znacznie się zmienił na przestrzeni wieków. Klasyczny wygląd Muszhuszu wywodzi się z okresu staroakadyjskiego (2350–2210 p.n.e.).
Jeden z pierwszych wizerunków Muszhuszu pochodzi z okresu wczesnodynastycznego. Jest na nim przedstawiony jako lew z ogonem węża i niezwykle długą szyją. Na pochodzącym z Esznunny reliefie wąż-smok ma już głowę smoka, jednak wciąż jest pozbawiony rogów, a tylne łapy nadal są łapami lwa.
W Lagasz w okresie rządów Gudei upowszechnił się uskrzydlony wizerunek węża-smoka wzbogacony o żądło skorpiona. Zidentyfikowane przedstawienia z Wazy Gudei z ok. 2100 p.n.e. pokazują go jako uskrzydloną hybrydę o lwich przednich łapach i tylnych zakończonych szponami. Wokół głowy widać kilka pukli włosów, na niej zaś dwa rogi.
Z czasem lwie elementy były zastępowane przez wężowe cechy. W okresie średniobabilońskim (ok. 1595-1155 p.n.e.) wyobrażenie Muszhuszu pojawia się na kudurru. Wąż-smok ma już typową dla późniejszych przedstawień długą szyję, głowę węża oraz rozwidlony gadzi język.
W okresie średniobabilońskim Muszhuszu stał się zwierzęciem boga Marduka. Z tego okresu pochodzi stela króla Meli-Szipaka z charakterystycznym przedstawieniem węża-smoka leżącego u stóp bóstwa. Taki sam wizerunek został później wykorzystany na pieczęci cylindrycznej z lapis lazuli z okresu panowania króla Marduk-zakir-szumiego I (IX w. p.n.e.).
W okresie nowoasyryjskim (934–610 p.n.e.) Muszhuszu przedstawiano z ogonem z piór lub pozbawionego rogów.
Najsłynniejsze przedstawienie Muszhuszu pochodzi z Bramy Isztar. Jego identyfikacji jako pierwszy dokonał Robert Koldewey, archeolog, który podczas wykopalisk prowadzonych w latach 1902–1914 odkrył pozostałości Bramy Isztar. Odkryte przedstawienia zestawił z inskrypcją Nabuchodonozora II, w której król opisał reliefy z wizerunkami byków i smoków, zdobiące Bramę Isztar.

## Mitologia

Przedstawienie boga Marduka z Muszhuszu z pieczęci cylindrycznej króla Babilonu Marduk-zakir-szumiego I (IX w. p.n.e.).

Muszhuszu nie należy ani do kategorii bogów, ani demonów. W tekstach literackich przed jego imieniem nie występuje determinatyw DINGIR oznaczający istotę boską. Muszhuszu jest nim poprzedzony jedynie w odniesieniu do nazwy gwiazdozbioru tożsamej ze swoim imieniem: MUL dMUŠ. W mitologii mezopotamskiej przedstawiony jest z jednej strony jako stworzenie związane z różnymi bogami, ale z drugiej jako po prostu istota pełniąca funkcje ochronne, niezwiązane bliżej z żadnym z bóstw.
Muszhuszu powiązany był z żywiołem wodnym. Wąż-smok był jednym z potworów stworzonych przez Tiamat, bogini będącej personifikacją morza, do walki z Mardukiem: "Sprawiła, że powstał wąż jadowity, smok (MUŠ.HUŠ), potwór Lahamu (...)". Na Babilońskiej Mapie Świata jest wymieniony w grupie nadnaturalnych istot żyjących ina libbi (akad. ‘wewnątrz’), czyli zapewne w morzu.
Pierwotnie wąż-smok powiązany był z bogiem chtonicznym Ninazu i jego synem Ningiszzidą, bóstwami opiekuńczymi Esznunny. Po okresie wczesnodynastycznym rolę opiekuna tego miasta przejął Tiszpak, stając się jednocześnie panem Muszhuszu. Na odnalezionych w Esznunnie wizerunkach, pochodzących z okresu staroakadyjskiego, Tiszpak dosiada węża-smoka. Powiązania z bogami chtonicznymi mogą wskazywać na postrzeganie węża-smoka jako wysłannika bóstwa, zabijającego przy użyciu trucizny na życzenie swego pana. Na uwagę zasługuje również fakt, że Esznunna pozostawała pod wpływami elamickimi (leżała na obszarze Transtygrydy), więc czczeni tam bogowie sami posiadali cechy wężowe.
Nie wiadomo kiedy ani w jakich okolicznościach potwór został skojarzony z babilońskimi bogami. Podejrzewa się, że nastąpiło to niedługo po zdobyciu Esznunny przez Hammurabiego i przyswojeniu kultu Tiszpaka. Wydaje się, że po raz pierwszy Muszhuszu powiązano z Mardukiem na inskrypcji kasyckiego króla Agum-Kakrime, jednak autentyczność tego źródła jest dyskusyjna. W okresie kasyckim (średniobabilońskim) Muszhuszu przedstawiany jest razem z Mardukiem, jak również z jego synem Nabu. Wąż-smok pojawia się w towarzystwie symboli tych bogów, czyli rylca i łopaty. Po ostatecznym podporządkowaniu Babilonii przez Asyrię w 689 r. p.n.e. Muszhuszu stał się symbolem boga Aszura.
Bogów związanych z Muszhuszu przedstawiano także w towarzystwie innego potwora zwanego ‘jadowitym wężem’, bašmu. W tekstach z okresu kasyckiego baszmu zajął miejsce Muszhuszu jako symbol Tiszpaka.
Możliwe, że Muszhuszu znalazł się na kalendarzu zodiakalnym z Uruk datowanym na okres panowania dynastii Seleukidów. Przedstawia on herosa walczącego z niezidentyfikowaną istotą, która według niektórych badaczy przypomina węża. Nie jest jednak pewne, jaki potwór o cechach smoka został tam faktycznie przedstawiony – jedna z teorii mówi, że nie jest to żadna konkretna istota, a jedynie symbol chaosu.

## Funkcja apotropaiczna
Od końca III tys. p.n.e. przedstawienia Muszhuszu stawiano przed wejściami do pomieszczeń w roli „strażnika”. Najstarszy taki przykład pochodzi ze świątyni Ningirsu w Girsu. W okresie starobabilońskim pojawiły się gliniane plakietki z jego wizerunkiem, które miały strzec prywatnych domostw. Podobną rolę pełnią również przedstawienia Muszhuszu na Bramie Isztar. Według inskrypcji króla Neriglissara (560–556 p.n.e.) węże-smoki miały „napełniać śmiertelnym jadem wroga i nieprzyjaciół” (limnim u ayābi iṣannu imat mūti).
Odnaleziono również niewielkie figurki apotropaiczne z wizerunkiem Muszhuszu pochodzące z okresu nowoasyryjskiego.

## Konstelacja
Już od okresu starobabilońskiego konstelacja trzech gwiazd nosiła taką samą nazwę jak wąż-smok: MULMUŠ lub MUL dMUŠ. Prawdopodobnie jej odpowiednikiem w greckiej astronomii jest gwiazdozbiór Hydry, z którym w późnobabilońskich tekstach astrologicznych kojarzono bóstwa chtoniczne: Ereszkigal oraz Ningiszzidę. Wyobrażenie tej konstelacji możemy odnaleźć na kalendarzu zodiakalnym z Uruk z okresu seleukidzkiego.

## Konotacje biblijne
Niektóre partie z Biblii mogły być w pewnym stopniu inspirowane mezopotamskim Muszhuszu. Passus z Księgi Ezechiela (32:2–8) przypomina opis z Enuma Elisz, w którym Marduk musiał stoczyć walkę z Tiamat i armią stworzonych przez nią potworów. W Księdze Daniela (14:23–28) natomiast mowa jest o kulcie wielkiego węża czczonego przez Babilończyków.